# Jucancistrocerus atrofasciatus
Jucancistrocerus atrofasciatus är en stekelart som först beskrevs av Moravitz 1885.  Jucancistrocerus atrofasciatus ingår i släktet Jucancistrocerus och familjen Eumenidae. Inga underarter finns listade i Catalogue of Life.